# Siddhi
Siddhi (skt. सिद्धि, IAST siddhi, tib. དངོས་གྲུབ་, Wylie dngos grub, „Erfolg, Kunstwerk, Vervollkommnung“) bezeichnen im Buddhismus und Hinduismus besondere übernatürliche Kräfte und Fähigkeiten, die man gemäß der Überlieferung durch spirituelle Praxis erlangt. Meister, die Siddhis, werden in vielen spirituellen Strömungen verehrt.

## Hinduismus
Ein Beiname Shivas lautet Siddheswara („Herr der Siddhis“). Diesem Aspekt Shivas ist beispielsweise der Siddheswara-Tempel in Bhubaneswar gewidmet.
Im Hinduismus werden solche Wunderkräfte zumeist Yogis und Asketen zugeschrieben. Im Yoga-Sutra des Patanjali werden viele Formen magischer Kräfte beschrieben, die von Telepathie über Vorauswissen, Überwindung von Hunger und Durst bis zu Allmacht und Allwissenheit reichen. In einigen späten Upanishaden werden gleichfalls bestimmte Siddhi aufgezählt. Eine Praxis des Raja Yoga ist z. B. Samyama, von der geglaubt wird, man könne dadurch Siddhi erlangen. Im Hinduismus und speziell im Yoga werden solche Zaubermächte jedoch auch als Hindernis in der Versenkung angesehen, so dass der Verzicht auf diese Kräfte einen spirituellen Fortschritt darstellen soll, der zur endgültigen Befreiung (Moksha) führe.
Zur Siddhi-Kraft gehört die parakayapravesha genannte Fähigkeit mancher Yogis, in den Körper eines toten Menschen überzugehen. Totengeister (Bhutas) können bewirken, dass die Verstorbenen sich umherbewegen. Der Hindu-Philosoph Adi Shankara soll diese Fähigkeit besessen haben. Als er einst Dinge gefragt wurde, die in einem Kamashastra (Lehrbuch über Erotik) behandelt werden, musste der zölibatär lebende Mönch passen, erbat sich aber ein halbes Jahr Zeit, um dieser Frage nachzugehen. Alsdann ging er in den Wald, wo er den Leichnam von König Amaruka fand, der auf der Jagd zu Tode gekommen war. Shankara versetzte sich in den toten König und erweckte ihn wieder zum Leben. Ein halbes Jahr gab er sich nun in Gestalt des Königs sämtlichen fleischlichen Genüssen hin, um all das zu erlernen, was er bisher nicht gekannt hatte, bis er wieder sein eigenes Äußeres annahm und zurückkehrte.

## Buddhismus
Im tantrischen Buddhismus (Vajrayana) wird zwischen „gewöhnlichen Siddhi“ und „höchsten Siddhi“ unterschieden. Ebenso unterscheidet Buddha in den Lehrreden des Suttapitaka zwischen „weltlichen“ (Pali lokiya) höheren Geisteskräften und der „überweltlichen“ (Pali lokuttara) höheren Geisteskraft (Pali abhiññā). Der Begriff Siddhi existiert nur in der Pluralform, die umgangssprachlich verbreitete Form Siddhis ist formal inkorrekt.
Als Grundlage, um Siddhi systematisch zu entwickeln, ist nach den von Buddha überlieferten Lehrreden die Meisterung sehr starker Geistessammlung/Herzenseinigung (jhana) Voraussetzung. Die Kultivierung der Eigenschaften, die Buddha als „die 4 Grundlagen der Geistesmacht“ (Pali iddhipada) bezeichnet, die zu den 37 zum Erwachen führenden Dingen (bodhipakkhiyadhamma) gehören, werden von Buddha als besonders gut geeignet angesehen, um diese Fähigkeiten zu entwickeln.

### Gewöhnliche Siddhi
Als „gewöhnliche Siddhi“ werden in den Lebensgeschichten verschiedener buddhistischer Meister magische Kräfte und Fähigkeiten wie Gedankenlesen, das Wetter beeinflussen, übers Wasser gehen, sich durch die Lüfte oder Felsen bewegen, Krankheiten spontan heilen, Unverwundbarkeit oder Tote zum Leben erwecken zu können erwähnt. Die Arten gewöhnlicher Siddhi erscheinen demnach nahezu unbegrenzt; sie sollen im tantrischen Buddhismus als Resultat tantrischer Praxis auftreten und auch mit Eintritt in die verschiedenen Bodhisattva-Stufen einhergehen. In der Literatur des sutrischen (hier Mahayana) und insbesondere des tantrischen Buddhismus finden sich zahlreiche Beispiele für Meister, die die genannten oder auch andere Siddhi erlangt haben sollen.
In vielen Lehrreden unterscheidet Buddha fünf verschiedene Arten gewöhnlicher Siddhi/weltlicher höherer Geisteskräfte:
| #  | Name                                | Pali/Sanskrit              | Beschreibung |
| -- | ----------------------------------- | -------------------------- | --- |
| 1. | Die verschiedenen magischen Kräfte  | Iddhi/Siddhi               | Die Siddhi im engeren Sinn wie z. B.: vielfach zu werden und vielfach geworden, wieder einer zu werden; zu erscheinen und zu verschwinden, ungehindert durch Mauern, Wälle und Berge hindurchzugehen und durch die Lüfte; in Erde und Wasser auf- und unterzutauchen; auf dem Wasser gehen zu können wie auf festem Grund; in andere Daseinsbereiche innerhalb von Samsara zu wechseln (z. B.: in himmlische Daseinsbereiche direkt überwechseln und von dort zurückkehren zu können). |
| 2. | Das himmlische Ohr                  | Dibba-sota/-               | Die Fähigkeit, Töne aus anderen Daseinsbereichen zu hören und Töne, die zu weit entfernt sind, um sie mit dem normalen Gehör vernehmen zu können. |
| 3. | Das Durchschauen der Herzen anderer | Parassa ceto-pariya-ñāna/- | Die Fähigkeit, die Gedanken, Geistes- und Gemütszustände anderer Wesen direkt zu erkennen. |
| 4. | Erinnerung an frühere Daseinsformen | Pubbe nivāsānussati/-      | Die Fähigkeit, sich an Hunderte, Tausende, Hunderttausende oder mehr Daseinsformen (Reinkarnation) während mehrerer Expansionen und Kontraktionen des Universums zu erinnern. |
| 5. | Das himmlische Auge                 | Dibbha-cakkhu/-            | Die Fähigkeit, in andere Daseinsbereiche zu blicken, für das fleischliche Auge unsichtbare Dinge zu sehen; zu erkennen, wie die Wesen ihrem Wirken (Karma) gemäß in Samsara weiterwandern (d. h. z. B. zu erkennen, wo bzw. in welchem Daseinsbereich innerhalb Samsaras ein verstorbenes Wesen wiedergeboren wurde). |

In Majjhima-Nikaya 36 gibt Buddha an, in der Nacht seines Erwachens unter dem Bodhi-Baum während der ersten Nachtwache die Erinnerung an frühere Daseinsformen verwirklicht zu haben. In der zweiten Nachtwache verwirklichte er das himmlische Auge und in der letzten Nachtwache schließlich die höchste Siddhi/die überweltliche höhere Geisteskraft.

### Höchste Siddhi
Die „höchsten Siddhi“ bzw. die überweltliche höhere Geisteskraft, die ein Mensch erreicht, sind die Verwirklichung der vollständigen Triebversiegung und das Wissen darum (Pali āsavakkhaya), wenn er Arhat, Pratyekabuddha (Einzelerwachter) oder Samyaka-Sambuddha (Vollkommen Erwachter) wird. Er realisiert direkt die Vier edlen Wahrheiten und erlangt damit volles Erwachen; oft aber nicht immer zeigen Wesen, die das Erwachen erlangt haben, auch verschiedene gewöhnliche Siddhi. Buddha zum Beispiel setzte seine gewöhnlichen Siddhi nach Überlieferung manchmal ein, wies aber darauf hin, dass sie bestenfalls relativen Heilswert hätten. Ebenso wies er darauf hin, dass jemand, der die gewöhnlichen Siddhi besitzt, deshalb nicht unbedingt erwacht sein müsse.

### Siddha
Siddha heißt jemand, der Siddhi erlangt hat. Im tantrischen Buddhismus ist es darüber hinaus auch die Bezeichnung für jemanden, der höhere Verwirklichungsstufen erreicht hat – bis hin zum vollen Erwachen. Ein Meister, der die höchsten Siddhi (Erleuchtung) erlangt hat, wird auch Mahasiddha genannt (Sanskrit für „Großer Beherrscher vollkommener Fähigkeiten“).
In Südindien, vor allem in Tamil Nadu, bezeichnet Siddha (auch Siddha Vaidyam) eine von Ayurveda und Unani unabhängige Methode der traditionellen Medizin.